# Compañía de Teatro Penitenciario
La Compañía de Teatro Penitenciario es un grupo actoral conformado por personas privadas de la libertad en la Penitenciaría de Santa Martha Acatitla de la Ciudad de México. Es uno de los proyectos de impacto social del Foro Shakespeare. Para sus integrantes, representa un pilar en su reinsersión social al ser también una fuente de ingresos económicos.

## Historia
El proyecto nació en febrero de 2009, luego de que la actriz Itari Marta fue invitada a un recorrido dentro de ese centro de reclusión. Aquella vez, ha relatado, unos internos se le acercaron para que conociera a su compañía de teatro, llamada el Mago. Eran alrededor de 25 personas que le pidieron que les diera un taller de actuación teatral.
Itari Marta ha relatado que al salir del penal buscó información sobre incidencia delictiva y condiciones sociales de las personas privadas de la libertad. Lo que iba a ser cuatro sesiones se convirtió en una rutina de cada miércoles. Así, lo que empezó como un taller, luego se convirtió en un grupo y después en una compañía. 
El proyecto inició con 11 integrantes, todos recluidos en el penal. Ha evolucionado y algunos de los integrantes que ya fueron liberados continúan en la Compañía en libertad.
Desde su nacimiento, la Compañía de Teatro Penitenciario ha ido logrando mayores espacios. Consiguieron cambiar el reglamento del centro de reinserción para que las autoridades permitan que el público externo a las funciones dentro del centro de reinserción. También, que algunos de los internos salgan temporalmente del centro de Santa Martha Acatitla para ofrecer sus funciones en el Foro Shakespeare. 
El objetivo inicial era conformar una compañía con un repertorio de tres obras de teatro, algo que cumplieron en 2014, y ya cuentan con siete montajes.
La Compañía de Teatro Penitenciario es dependiente del Foro Shakespeare y cuenta con El 77, un centro cultural administrado por actores que ya obtuvieron su libertad cuyas actividades están enfocadas en el fomento de la cultura de paz y la prevención del delito. Durante la pandemia, la Compañía incursionó en la modalidad streaming con una de sus obras más representativas: Ricardo III.

## Obras
Compañía Externa 
- Las 80 mejores amigas, dirección Juan Carlos Cuellar.[6]
- Las Hijas del Aztlán, dirección César Enríquez.[7]
- La Espera, dirección Conchi León.[8]
- La Mordida, dirección Artús Chávez.[9]

Compañía Interna 
- Esperando a Godot, dirección Itari Marta.[10]
- Xolomeo y Pitbulieta, dirección Camilla Brett.[11]
- Ricardo III Versión 3.0, dirección Itari Marta.[12]
- El Mago Dioz, dirección Itari Marta.[13]
- Cabaret Pánico, dirección Itari Marta.[14]
- Macbeth, dirección Itari Marta.[15]

## Reconocimientos
En 2018, la Compañía participó por primera vez en la Muestra Nacional de Teatro.
Dos años después, recibió el premio Ciudad de México por la Academia Metropolitana de Teatro (AMdT), dirigido a proyectos escénicos que impactan socialmente.

## Reinserción social
La compañía pone énfasis en que la su labor sea un trabajo remunerado, que además de retribuirles en el aspecto emocional y les permita obtener un ingreso económico que les genere oportunidades dentro y fuera de la prisión.
Hasta 2021, 15 personas integran el proyecto, con un rango de edad entre los 27 y los 50 años. Su coordinador, Javier Cruz, dramaturgo y director teatral, cumplió una condena por robo de autopartes en 2012.